# 망우출장소
망우출장소(忘憂出張所)는 구리면의 옛 망우리면 지역이 서울에 편입돼서 동대문구에 설치한 출장소다

## 같이 보기
- 중랑구
- 양동출장소
- 양서출장소
- 서울의 확장